# Kabinda (territoire)
Pour les articles homonymes, voir Kabinda.
Le territoire de Kabinda est une entité déconcentrée de la province de la Lomami en république démocratique du Congo. Elle ne doit pas être confondue avec Cabinda, l’enclave angolaise.
On y parle le kisongye, cependant le tshiluba est la langue nationale dans la province.

## Secteurs
Le territoire compte 6 secteurs :
- Baluba-Lubamgule
- Kabinda
- Ludimbi-Lukula
- Lufubu-Lomami
- Lukashiyi-Lualu
- Vunayi